# Normalització
La normalització és l'acció o efecte de normalitzar, de crear, establir o acollir-se a normes, regulacions o criteris d'optimització d'un objecte o procés. Fer que una cosa o persona s'ajusti a les expectatives socials o tècniques vigents. S'aplica a processos matemàtics, estadístics, sociològics, d'enginyeria, legislació i administració.

## Normalització lingüística
Les normalitzacions lingüístiques són accions encaminades a garantir que els usos d'una llengua esdevinguin estables i generalitzats en les comunicacions d'una comunitat lingüística o el projecte o procés per assolir aquest objectiu. També ho són la planificació de l'estatus d'una llengua creació d'un registre literari o una llengua estàndard a partir d'una varietat lingüística sense forma escrita unificada, així com la planificació del corpus d'una llengua.

## Normalització cultural
Són aquelles actuacions encaminades a aconseguir que un determinat camp cultural esdevingui hegemònic dins un grup social o cultural, de manera que les jerarquies de valor d'aquest camp s'identifiquin amb les de la cultura nacional. Els processos de normalització cultural es consideren, per tant, com a eix vertebrador en els processos de construcció nacional o d'articulació d'una consciència nacional. El concepte, però, no és habitualment utilitzat en aquells països en què les hegemonies culturals no són objecte de discussió, com per exemple França, els Estats Units, Itàlia, Alemanya, Anglaterra o els Països Baixos. S'utilitza en contextos on diverses cultures nacionals competeixen per l'hegemonia (Països Catalans, Israel, Québec) o en períodes posteriors a grans transformacions polítiques, com a Portugal.